# هریسون مورای-کمپبل
هریسون مورای-کمپبل (انگلیسی: Harrison Murray-Campbell؛ زادهٔ ۴ اوت ۲۰۰۶) بازیکن فوتبال اهل بریتانیا است که برای باشگاه فوتبال چلسی بازی می‌کند. 
وی همچنین در تیم‌های ملی فوتبال زیر ۱۷ سال انگلستان، زیر ۱۸ سال انگلستان و زیر ۱۹ سال انگلستان بازی کرده است.